# Armando Costanzo
Armando Costanzo (Torino, 1927) è un paroliere, compositore e cantante italiano.

## Biografia
Residente a Cavoretto, studia canto con il Maestro Carlo Prato (scopritore del Trio Lescano, del Duo Fasano e di molti altri artisti), e dopo essersi diplomato ed aver iniziato a lavorare come progettista di carrozzerie di automobili inizia negli anni '40 a cantare dapprima nell'orchestra del Maestro Pippo Barzizza e poi nell'Orchestra Cannabian Boys, con cui si esibisce al Fortino di via Cigna.
Alla fine del decennio comincia a scrivere testi di canzoni, collaborando con alcuni musicisti torinesi.
La prima affermazione a livello nazionale la ottiene con No Pierrot, su musica di Renato Salani, che viene presentata al Festival di Sanremo 1953 nell'interpretazione di Achille Togliani e Katyna Ranieri, classificandosi al sesto posto.
Torna a Sanremo nel 1956 con Sogni d'or, su musica di Paolo Maschio, presentata da Franca Raimondi e Clara Vincenzi, e nel 1958 con Fantastica, su musica di Coriolano Gori e Piero Bentivoglio, che nell'interpretazione di Johnny Dorelli e Natalino Otto si classifica al decimo posto.
Fantastica viene anche incisa da Fred Buscaglione, per cui Costanzo scrive altri brani (come Pericolosissima, su musica di Eugenio Calzia).
Continua l'attività nei decenni successivi, avvicinandosi al liscio.
Nel 2003 ha scritto, su musica di Ubaldo Viotti, il testo di La canzone della Granda, divenuto inno ufficiale della provincia di Cuneo.
Alla Siae risultano da lui depositate 916 canzoni 

## Canzoni scritte da Armando Costanzo
| Anno | Titolo                     | Autori del testo                    | Autori della musica                     | Interpreti                        |
| ---- | -------------------------- | ----------------------------------- | --------------------------------------- | --------------------------------- |
| 1953 | No Pierrot                 | Armando Costanzo                    | Renato Salani                           | Achille Togliani e Katyna Ranieri |
| 1956 | Sogni d'or                 | Armando Costanzo                    | Paolo Maschio                           | Franca Raimondi e Clara Vincenzi  |
| 1956 | Madre tierra               | Armando Costanzo                    | Giovanni Rosa Clot                      | Jula de Palma                     |
| 1957 | Pericolosissima            | Armando Costanzo                    | Eugenio Calzia                          | Fred Buscaglione                  |
| 1957 | Turin, t'ën cônosse pi nen | Armando Costanzo                    | Stefano Baima Besquet                   | Carlo Pierangeli                  |
| 1958 | Vecchio boxeur             | Armando Costanzo                    | Ruggero Maghini e Stefano Baima Besquet | Fred Buscaglione                  |
| 1958 | Suona l'angelus            | Armando Costanzo                    | Eugenio Calzia                          | Nilla Pizzi                       |
| 1958 | Fantastica                 | Armando Costanzo                    | Coriolano Gori e Piero Bentivoglio      | Johnny Dorelli e Natalino Otto    |
| 1959 | Boca Enamorada             | Armando Costanzo                    | Stefano Baima Besquet                   | Tonina Torrielli                  |
| 1959 | Napulitano cha cha cha     | Armando Costanzo                    | Giovanni Rosa Clot                      | Fiorella Giacon                   |
| 1960 | Mi arrendo                 | Armando Costanzo                    | Carlo Artero                            | Mara Gari                         |
| 1960 | Forever                    | Armando Costanzo                    | Carlo Artero                            | Mara Gari                         |
| 1963 | ‘l tranviere               | Armando Costanzo e Franco Roberto   | Stefano Baima Besquet e Lozza           | Mario Ferrero                     |
| 1963 | Ciao Berlandin             | Armando Costanzo e Franco Roberto   | Eugenio Calzia e Stefano Baima Besquet  | Mario Ferrero                     |
| 1968 | Concerto d'amore           | Armando Costanzo                    | Carlo Artero                            | Artero                            |
| 1968 | Good Bye, Sauze d'Oulx     | Armando Costanzo                    | Carlo Artero                            | Artero                            |
| 1985 | Langarola vagabonda        | Armando Costanzo e Daniela Apolloni | Armando Costanzo e Mario Piovano        | Mario Piovano                     |
| 2003 | La canzone della Granda    | Armando Costanzo                    | Ubaldo Viotti                           | Ubaldo Viotti                     |